# Pet zvjezdica (stranka)
Pet zvjezdica (M5S) ili Movimento cinque stelle talijanski je politički pokret koji je osnovao komičar Beppe Grillo uz pomoć internetnskog poduzetnika Gianroberta Casaleggia. Pokret se suprotstavlja korupciji za koju smatraju da je uzela maha u talijanskoj politici i zagovaraju održivi razvoj, izravnu demokraciju, e-demokraciju i euroskepticizam. Pokret sudjeluje u radu talijanskog i Euro parlamenta, u kojem njihovi poslanici pripadaju skupini Slobode i izravne demokracije u Europi.

## Naziv
Naziv pokreta piše se velikim slovom V i znamenkom 5, MoVimento 5 Stelle. Slovo V simbolizira istovremeno znamenku pet, napisanu rimskim brojem i V-day. V-day je bila manifestacija koju je organizirao Beppe Grillo i koja je prethodila osnivanju pokreta. V je označavalo vaffanculo (otprilike ’do vraga’) a istovremeno je asociralo na iskracavanje saveznika u Normandiji (engl. D-day) i na V for vendetta (hr. O za osvetu). ”Vaffanculo” se još uvijek rabi kao nadimak za pokret. Pet zvjezdica predstavljaju javnu vodoopskrbu, transport, razvoj, širokopojasni internet i okoliš.

### Područni izbori 2010.
Pokret Pet zvjezdica sudjelovao je na područnim i administrativnim izborima 2010., na kojima je imao kandidate u pet od trinaest oblasti (Pijemont, Lombardija, Veneto, Emilia-Romagna i Campania). Giovanni Favía osvaja 7,0% glasova u oblasti Emilia-Romagna, osvojivši dva mjesta u vijeću; Davide Bono u oblasti Pijemont osvaja 4,1% glasova i dva mjesta u vijeću; u Venetu, David Borrelli osvaja 3,2% glasova, ali ni jedno mjesto u vijeću. U Lombardiji i Campaniji, Vito Crimi i Roberto Fico osvajaju 3,0% odnosno 1,3% glasova, no nisu osvojili ni jedno zastupničko mjesto.

### Lokalni izbori 2012.
Na lokalnim izborima 2012., M5S ostvaruje dobre rezultate u gradovima na sjeveru Italije posebice u Genovi (14,1%), Veroni (9,5%), Parmi, Monzi (10,2%) i u Plasenciji (10,0%). U gradiću Sarego, u oblasti Véneto, kandidat pokreta M5S izabran je za gradonačelnika, osvojivši 35,2%  glasova. U posljednjem krugu izbora, pokret osvaja mjesta gradonačelnika u Parmi (60,2%), Mirai (52,5%) i Comacchiu (69,2%).
Poslije izbora, prema nacionalnim anketama, pokret je dobivao 15-20% glasova, pozicionirajući se na drugom mjestu iza Demokratske stranke i ispred PdL-a (Il Popolo della Libertà), stranke Silvia Berlusconija.

### Područni izbori na Siciliji 2012.
Za ove izbore, M5S je predstavio Giancarla Cancellerija kao kandidata. Kampanja započinje dolaskom Grilla u Messinu. Na ovim izborima Cancelleri je osvojio treće mjesto s 18,2% glasova, dok je pokret M5S osvojio najvise glasova ukupno 14,9%, tj. pokret Pet zvjezdica osvojio je 15 od ukupno 90 mjesta u regionalnoj skupštini, etablirajući se na taj način na političkoj sceni. Ovi izbori su okarakterizirani malom izlaznošću; samo je 47,4% osoba s pravom glasa izašlo na izbore.

### Parlamentarni izbori 2013.
Grillo je objavio 29. listopada smjernice izbornog programa za talijanske parlamentarne izbore 2013. 
Na ovim izborima, pokret osvaja najviše glasova (25,5% i 8.689.168 glasova), ispred Demokratske stranke koja je osvojila 25,4% i Berlusconijevog PdL-a koja je osvoji 21,5% glasova. Međutim kada su se dodali glasovi koalicijskih partnera M5S su bili na trećem mjestu.

### Izbori za Europski parlament 2014.
Pokret je sudjelovao na izborima za Europski parlament 2014. dobivši 5.807.362 glasova (21,2%) i 17 zastupničkih mjesta u Europarlamentu. Pridružuje se radu Euro skupine "Europa za slobodu i demokraciju", zajedno sa Strankom nezavisnosti (UKIP) iz Ujedinjenog Kraljevstva (24 zastupnika), ekstremnom desničarskom strankom Švedski demokrati (2 zastupnika), euroskeptičnom litavskom strankom Red i pravda (2 zastupnika), češkom Strankom slobodnih građana (1 poslanik), letonskom Zajednicom zelenih i poljoprivrednika (1 zastupnik), i s Joëlleom Bergeronom iz francuskog Nacionalnog fronta.

## Službene stranice
- Službene stranice  Arhivirana inačica izvorne stranice od 13. lipnja 2018. (Wayback Machine)